# NGC 467
NGC 467 là một thiên hà hình elip trong chòm sao Song Ngư. Nó được phát hiện vào ngày 8 tháng 10 năm 1785 bởi William Herschel.